# Tuffi ai Giochi della XXXII Olimpiade - Piattaforma 10 metri femminile
La gara dei tuffi dalla piattaforma 10 metri femminile dei Giochi della XXXII Olimpiade di Tokyo è stata disputata il 4 e 5 agosto 2021 presso il Tokyo Aquatics Centre. Vi hanno partecipato 30 atlete provenienti da 20 nazioni. La gara si è svolta in tre turni, in ognuno dei quali l'atleta ha eseguito una serie di cinque tuffi.
La competizione è stata vinta dalla tuffatrice cinese Quan Hongchan, mentre l'argento e il bronzo sono andati rispettivamente all'altra cinese in gara Chen Yuxi e all'australiana Melissa Wu.

## Programma
| Data          | Ora (UTC+9) | Turno       |
| ------------- | ----------- | ----------- |
| 4 agosto 2021 | 15:00       | Preliminari |
| 5 agosto 2021 | 10:00       | Semifinale  |
| 5 agosto 2021 | 15:00       | Finale      |

## Risultati

### Preliminari e semifinale
| 1  | Quan Hongchan             | Cina          | 364,45 | 2  | 415,65          | 1               | Q               |                 |                 |                 |                 |                 |                 |
| 2  | Chen Yuxi                 | Cina          | 390,70 | 1  | 407,75          | 2               | Q               |                 |                 |                 |                 |                 |                 |
| 3  | Delaney Schnell           | Stati Uniti   | 360,75 | 3  | 342,75          | 3               | Q               |                 |                 |                 |                 |                 |                 |
| 4  | Gabriela Agúndez          | Messico       | 297,65 | 12 | 337,30          | 4               | Q               |                 |                 |                 |                 |                 |                 |
| 5  | Melissa Wu                | Australia     | 351,20 | 4  | 334,50          | 5               | Q               |                 |                 |                 |                 |                 |                 |
| 6  | Julija Timošinina         | ROC           | 313,20 | 8  | 319,80          | 6               | Q               |                 |                 |                 |                 |                 |                 |
| 7  | Pandelela Rinong          | Malaysia      | 284,90 | 18 | 315,75          | 7               | Q               |                 |                 |                 |                 |                 |                 |
| 8  | Andrea Spendolini-Sirieix | Gran Bretagna | 307,70 | 10 | 314,00          | 8               | Q               |                 |                 |                 |                 |                 |                 |
| 9  | Lois Toulson              | Gran Bretagna | 314,00 | 7  | 311,10          | 9               | Q               |                 |                 |                 |                 |                 |                 |
| 10 | Celine van Duijn          | Paesi Bassi   | 306,80 | 11 | 306,45          | 10              | Q               |                 |                 |                 |                 |                 |                 |
| 11 | Elena Wassen              | Germania      | 323,80 | 6  | 303,70          | 11              | Q               |                 |                 |                 |                 |                 |                 |
| 12 | Alejandra Orozco          | Messico       | 308,10 | 9  | 301,40          | 12              | Q               |                 |                 |                 |                 |                 |                 |
| 13 | Meaghan Benfeito          | Canada        | 331,85 | 5  | 296,40          | 13              |                 |                 |                 |                 |                 |                 |                 |
| 14 | Sarah Jodoin Di Maria     | Italia        | 291,05 | 15 | 294,00          | 14              |                 |                 |                 |                 |                 |                 |                 |
| 15 | Tanya Watson              | Irlanda       | 289,40 | 16 | 278,15          | 15              |                 |                 |                 |                 |                 |                 |                 |
| 16 | Alaïs Kalonji             | Francia       | 295,90 | 14 | 269,00          | 16              |                 |                 |                 |                 |                 |                 |                 |
| 17 | Katrina Young             | Stati Uniti   | 286,65 | 17 | 263,60          | 17              |                 |                 |                 |                 |                 |                 |                 |
| 18 | Christina Wassen          | Germania      | 297,15 | 13 | 237,30          | 18              |                 |                 |                 |                 |                 |                 |                 |
| 19 | Kwon Ha-lim               | Corea del Sud | 278,00 | 19 | Non qualificate | Non qualificate | Non qualificate | Non qualificate | Non qualificate | Non qualificate | Non qualificate | Non qualificate | Non qualificate |
| 20 | Maha Gouda                | Egitto        | 275,30 | 20 | Non qualificate | Non qualificate | Non qualificate | Non qualificate | Non qualificate | Non qualificate | Non qualificate | Non qualificate | Non qualificate |
| 21 | Nikita Hains              | Australia     | 270,00 | 21 | Non qualificate | Non qualificate | Non qualificate | Non qualificate | Non qualificate | Non qualificate | Non qualificate | Non qualificate | Non qualificate |
| 22 | Matsuri Arai              | Giappone      | 268,80 | 22 | Non qualificate | Non qualificate | Non qualificate | Non qualificate | Non qualificate | Non qualificate | Non qualificate | Non qualificate | Non qualificate |
| 23 | Celina Toth               | Canada        | 261,40 | 23 | Non qualificate | Non qualificate | Non qualificate | Non qualificate | Non qualificate | Non qualificate | Non qualificate | Non qualificate | Non qualificate |
| 24 | Ingrid de Oliveira        | Brasile       | 261,20 | 24 | Non qualificate | Non qualificate | Non qualificate | Non qualificate | Non qualificate | Non qualificate | Non qualificate | Non qualificate | Non qualificate |
| 25 | Anna Konanykhina          | ROC           | 252,85 | 25 | Non qualificate | Non qualificate | Non qualificate | Non qualificate | Non qualificate | Non qualificate | Non qualificate | Non qualificate | Non qualificate |
| 26 | Cheong Jun Hoong          | Malaysia      | 251,80 | 26 | Non qualificate | Non qualificate | Non qualificate | Non qualificate | Non qualificate | Non qualificate | Non qualificate | Non qualificate | Non qualificate |
| 27 | Noemi Batki               | Italia        | 226,95 | 27 | Non qualificate | Non qualificate | Non qualificate | Non qualificate | Non qualificate | Non qualificate | Non qualificate | Non qualificate | Non qualificate |
| 28 | Anne Vilde Tuxen          | Norvegia      | 219,15 | 28 | Non qualificate | Non qualificate | Non qualificate | Non qualificate | Non qualificate | Non qualificate | Non qualificate | Non qualificate | Non qualificate |
| 29 | Sofija Lyskun             | Ucraina       | 216,55 | 29 | Non qualificate | Non qualificate | Non qualificate | Non qualificate | Non qualificate | Non qualificate | Non qualificate | Non qualificate | Non qualificate |
| 30 | Freida Lim                | Singapore     | 215,90 | 30 | Non qualificate | Non qualificate | Non qualificate | Non qualificate | Non qualificate | Non qualificate | Non qualificate | Non qualificate | Non qualificate |

### Finale
| Pos.    | Atleta                    | Nazione       | T1    | T2    | T3    | T4    | T5    | Punti  |
| ------- | ------------------------- | ------------- | ----- | ----- | ----- | ----- | ----- | ------ |
| Oro     | Quan Hongchan             | Cina          | 82,50 | 96,00 | 95,70 | 96,00 | 96,00 | 466,20 |
| Argento | Chen Yuxi                 | Cina          | 82,50 | 76,80 | 85,80 | 89,10 | 91,20 | 425,40 |
| Bronzo  | Melissa Wu                | Australia     | 75,00 | 76,80 | 64,40 | 73,60 | 81,60 | 371,40 |
| 4       | Gabriela Agúndez          | Messico       | 64,50 | 70,95 | 73,60 | 74,25 | 75,20 | 358,50 |
| 5       | Delaney Schnell           | Stati Uniti   | 76,80 | 65,60 | 56,10 | 79,50 | 62,40 | 340,40 |
| 6       | Alejandra Orozco          | Messico       | 66,00 | 57,60 | 54,45 | 75,20 | 68,80 | 322,05 |
| 7       | Andrea Spendolini-Sirieix | Gran Bretagna | 58,50 | 60,80 | 63,00 | 51,20 | 72,00 | 305,50 |
| 8       | Elena Wassen              | Germania      | 67,20 | 63,00 | 60,90 | 40,00 | 60,80 | 291,90 |
| 9       | Lois Toulson              | Gran Bretagna | 63,00 | 37,80 | 62,40 | 62,40 | 64,00 | 289,60 |
| 10      | Celine van Duijn          | Paesi Bassi   | 50,40 | 49,30 | 60,80 | 60,00 | 67,20 | 287,70 |
| 11      | Julija Timošinina         | ROC           | 46,50 | 57,75 | 44,80 | 49,60 | 64,35 | 263,00 |
| 12      | Pandelela Rinong          | Malaysia      | 18,00 | 71,05 | 60,80 | 52,80 | 43,20 | 245,85 |